# Consiliul Investitorilor Străini
Consiliul Investitorilor Străini (CIS), în engleză Foreign Investors Council (FIC) este o asociație non-profit din România.
A fost înființat în 1997 și are peste 100 de companii membre, a căror investiție cumulată în România depășește suma de 16 miliarde de euro, reprezentând aproximativ două treimi din volumul total al investițiilor străine din țară.
Misiunea Consiliului Investitorilor Străini este de a facilita dialogul între factorii de decizie relevanți și investitori pentru îmbunătățirea climatului de afaceri din România și pentru a asigura asistență României în procesul de aderare la Uniunea Europeană.
Companiile membre FIC au circa 180.000 de salariați la nivel național.